# Monte Hellman
Monte Hellman (ˈmɒnti; nascut Monte Jay Himmelbaum; 12 de juliol de 1929 – 20 d’abril de 2021) va ser un director, productor, escriptor i editor estatunidenc. Hellman va començar la seva carrera com a aprenent d'editor a ABC TV, i va fer el seu debut com a director amb la pel·lícula de terror Beast from Haunted Cave (1959), produïda per Gene Corman, el germà de Roger Corman.
Més tard obtindria el reconeixement de la crítica pels westerns El tiroteig i A través de l'huracà (ambdós de 1966) protagonitzats per Jack Nicholson, i la road movie independent. Two-Lane Blacktop (1971) protagonitzada per James Taylor i Dennis Wilson. El seu treball posterior com a director va incloure la pel·lícula slasher de 1989 Silent Night, Deadly Night 3: Better Watch Out! i el thriller independent Road to Nowhere (2010).

## Primers de la vida
Monte Hellman va néixer el 12 de juliol de 1929 a Greenpoint (Brooklyn), fill de Gertrude (née Edelstein) i Fred Himmelbaum, que estaven de vacances a Nova York en el moment del seu naixement. La família es va acabar instal·lant a Albany (Nova York), abans de traslladar-se a Los Angeles, Califòrnia, quan Hellman tenia 5 anys.
Hellman es va graduar a la Los Angeles High School, i va assistir a la Universitat Stanford, on es va graduar el 1951. Després va assistir a l'escola de postgrau a la Universitat de Califòrnia a Los Angeles, però no va completar els seus estudis.

## Carrera
Hellman es trobava entre un grup de talents de direcció dirigit per Roger Corman, que va produir algunes de les primeres pel·lícules del director. Hellman va començar treballant en "pel·lícules d'explotació de baix pressupost i amb una inclinació personal", però va aprendre de Corman l'art de produir pel·lícules comercialment viables amb un pressupost ajustat mentre es mantenia fidel a una visió personal. La pel·lícula més aclamada per la crítica de Hellman es considera Two-Lane Blacktop (1971), una road movie que va ser un fracàs de taquilla en el moment del seu llançament inicial però, segons Danny Peary el 1981, s'ha convertit en una perenne pel·lícula de culte favorita.
Els dos Acid Westerns de Hellman protagonitzats per Jack Nicholson, A través de l'huracà i El tiroteig, ambdós rodats el 1965 i estrenats a festivals. l'any 1966 abans de ser llançat àmpliament directament a la televisió el 1968, també han desenvolupat seguidors, especialment els darrer. Hellman i el seu doble, Gary Kent, parlen de la realització dels westerns al documental Danger God aka Love and Other Stunts del 2018. Un tercer western, Clayton Drumm (1978), va tenir molt menys èxit crític, tot i que també té els seus admiradors, així com Cockfighter (1974) (aka Born to Kill) i Iguana (1988). El 1989 va dirigir la pel·lícula slasher directament a vídeo Silent Night, Deadly Night 3: Better Watch Out!
A més de la seva carrera com a director, Hellman va treballar en diverses pel·lícules amb diferents funcions. Va ser el director de diàlegs de The St. Valentine's Day Massacre (1967), i director de segona unitat a RoboCop de Paul Verhoeven (1987). Hellman va acabar dues pel·lícules en postproducció que van començar per altres directors que van morir després de rodar les pel·lícules, la biografia de Muhammad Ali La història de Cassius Clay (1977) (iniciada per Tom Gries) i Avalanche Express (1979) (iniciada per Mark Robson). Va gravar imatges addicionals per a les versions televisives de Ski Troop Attack (1960), Last Woman on Earth (1960)|, Creature from the Haunted Sea (1961) i Per un grapat de dòlars (1964) de Sergio Leone. Entre les pel·lícules en què Hellman va exercir d'editor es troben The Wild Angels (1966), de Bob Rafelson Head (1968), de Sam Peckinpah  Els aristòcrates del crim (1975) i Fighting Mad (1976) de Jonathan Demme. Va ser productor executiu del llargmetratge debut de Quentin Tarantino Reservoir Dogs (1992).
El 2006, va dirigir "Stanley's Girlfriend", una secció de la pel·lícula de terror Trapped Ashes. La secció de la pel·lícula de Hellman va ser presentada pel Festival de Canes aquell any fora de competició com a "Selecció Oficial", i Hellman va ser nomenat president del jurat "Un Certain Regard" del festival.
A la Mostra Internacional de Cinema de Venècia de 2010, se li va concedir un premi especial a la seva carrera. Més tard l'any va completar un nou llargmetratge, el thriller romàntic negre Road to Nowhere, que va competir pel Lleó d'Or al 67a Mostra Internacional de Cinema de Venècia.
A partir de 2011, va ensenyar amb el Programa de Direcció de Cinema a l'California Institute of the Arts.

## Mort
Hellman va patir una caiguda a casa seva el 19 d'abril de 2021. En estat crític, va morir l'endemà al Eisenhower Medical Center de Rancho Mirage, Califòrnia, als 91 anys.

## Filmografia

### Pel·lícules
| Any  | Títol                                           | Notes                                                   |
| ---- | ----------------------------------------------- | ------------------------------------------------------- |
| 1959 | Beast from Haunted Cave                         |                                                         |
| 1964 | Flight to Fury                                  | també coguionista i editor                              |
| 1964 | Back Door to Hell                               |                                                         |
| 1966 | A través de l'huracà                            | també coproductor                                       |
| 1966 | El tiroteig                                     | també coproductor                                       |
| 1971 | Two-Lane Blacktop                               | també editor                                            |
| 1974 | Cockfighter                                     |                                                         |
| 1978 | Clayton Drumm                                   | també coneguda com Amore piombo e furore, co-productoer |
| 1981 | Inside the Coppola Personality                  | dcurt documental                                        |
| 1988 | Iguana                                          |                                                         |
| 1989 | Silent Night, Deadly Night 3: Better Watch Out! | també coguionista                                       |
| 2006 | Trapped Ashes                                   | segment: "Stanley's Girlfriend"                         |
| 2010 | Road to Nowhere                                 | també coproductor                                       |
| 2013 | Vive l'amour                                    | curt per la iniciativa Venezia 70 Future Reloaded       |

### Altres treballs cinematogràfics
- El terror (1963) (director de locació, sense acreditar; amb Francis Ford Coppola, Jack Hill i Jack Nicholson, sota la direcció de Roger Corman)
- Els aristòcrates del crim (1975; co-editor)
- Per un grapat de dòlars (ABC pròleg a la versió televisiva,1977)
- La història de Cassius Clay (1977; pel·lícula acabada en nom de Tom Gries, supervisor de postproducció)
- RoboCop (1987; director de segona unitat sense acreditar, va dirigir diverses escenes d'acció)
- Reservoir Dogs (1992; productor executiu)